# Сорокино (Никольский район)
Сорокино — деревня в Никольском районе Вологодской области.
Входит в состав Завражского сельского поселения, с точки зрения административно-территориального деления — в Завражский сельсовет.
Расстояние по автодороге до районного центра Никольска — 31 км, до центра муниципального образования Завражья — 1 км. Ближайшие населённые пункты — Завражье, Старыгино, Завариха.
По переписи 2002 года население — 70 человек (33 мужчины, 37 женщин). Преобладающая национальность — русские (99 %).